# Parysów (gemeente)
De gemeente Parysów is een landgemeente in het Poolse woiwodschap Mazovië, in powiat Garwoliński.
De zetel van de gemeente is in Parysów.
Op 30 juni 2004 telde de gemeente 4110 inwoners.

## Oppervlakte gegevens
In 2002 bedroeg de totale oppervlakte van gemeente Parysów 64,31 km², waarvan:
- agrarisch gebied: 78%
- bossen: 15%

De gemeente beslaat 5,01% van de totale oppervlakte van de powiat.

## Demografie
Stand op 17 maja 2007:
| Omschrijving                   | Totaal | Totaal | Vrouwen | Vrouwen | Mannen | Mannen |
| ------------------------------ | ------ | ------ | ------- | ------- | ------ | ------ |
| eenheid                        | aantal | %      | aantal  | %       | aantal | %      |
| inwoners                       | 4143   | 100    | 2067    | 50,1    | 2076   | 49,9   |
| bevolkingsdichtheid (inw./km²) | 63,9   | 63,9   | 32      | 32      | 31,9   | 31,9   |

In 2002 bedroeg het gemiddelde inkomen per inwoner 1318,41 zł.

## Administratieve plaatsen (sołectwo)
Choiny, Kozłów, Łukowiec, Parysów, Poschła, Słup, Starowola, Stodzew, Wola Starogrodzka, Żabieniec.
Zonder de status sołectwo : Górki-Kolonia.

## Aangrenzende gemeenten
Borowie, Garwolin, Latowicz, Pilawa, Siennica